# HMS Pytchley (L92)
«Пітчлі» (англ. HMS Pytchley (L92) — військовий корабель, ескортний міноносець типу «Хант» «I» підтипу Королівського військово-морського флоту Великої Британії часів Другої світової війни.
«Пітчлі» закладений 26 липня 1939 року на верфі компанії Scotts Shipbuilding and Engineering Company у Клайдбанку. 13 лютого 1940 року він був спущений на воду, а 23 жовтня 1940 року увійшов до складу Королівських ВМС Великої Британії.
Ескортний міноносець «Пітчлі» брав участь у бойових діях на морі в Другій світовій війні, змагався біля західних берегів Європи, брав участь в охороні конвоїв, підтримував висадку морського десанту в Нормандії.
За проявлену мужність та стійкість у боях бойовий корабель заохочений чотирма бойовими відзнаками.

## Історія служби
Ескортний міноносець «Пітчлі» брав участь у бойових діях під час Другої світової війни, здебільшого супроводжував конвої у Північному морі, за що був відзначений. 21 червня 1941 року він підірвався на морській міні біля Фламборо-Гед і згодом перебував на ремонті на верфі на річці Тайн. У червні 1944 року він увійшов до складу ескортного угруповання ВМС, що підтримувало висадку морського десанту на плацдарм «Голд» у Нормандії. Діяв разом з есмінцями «Джервіс», «Гренвіль», «Ольстер», «Улісс», «Андонтед», «Андін», «Урса», «Арчін», «Уранія» та ескортними міноносцями «Кеттісток», «Коттесмор» і польським «Краков'як», забезпечуючи артилерійську підтримку військам, що висадилися на плацдарм.
Після закінчення війни його озброєння було знято, і міноносець був переобладнаний в корабель-мішень для військової авіації. У 1946 році його перевели до резервного флоту в Девонпорті. 1 грудня 1956 року прибув на розборку в Лланлі.